# هندسة ريحية

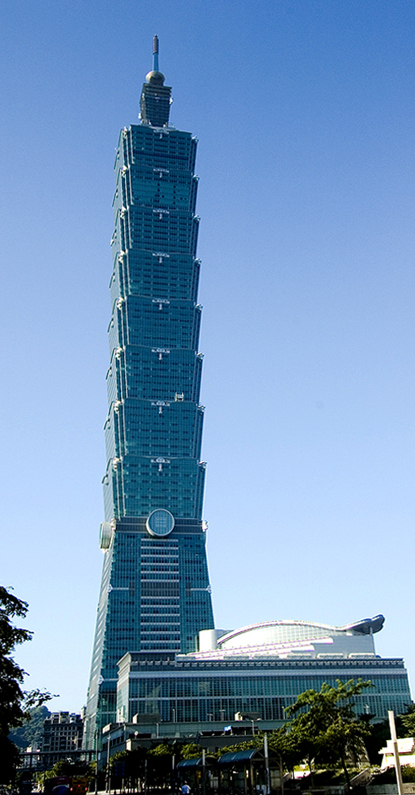

هندسة الرياح هو فرع في الهندسة الميكانيكية والهندسة الإنشائية والفيزياء التطبيقية يحلل تأثير الرياح على الطبيعة والبيئة الحضارية ويدرس الأضرار المحتملة وكذلك الفوائد التي قد تنتج من حركة الرياح.

## روابط خارجية
- Basic Wind Speeds Map (USA)
- Wind Load Calculator (Envelope Procedure)